# 클래스 I 아미노아실 tRNA 합성 효소
아미노아실 tRNA 합성 효소는 매우 특이적인 2단계 반응에서 아미노산이 상보적인 관계에 있는 tRNA 분자에 부착되는 것을 촉매하는 효소이다. 이 효소는 크기 및 올리고머 상태가 넓고, 서열 상 동성이 제한되어있다. 20개의 아미노아실 tRNA 합성은 2개의 클래스로 나뉜다. 클래스 I 아미노아실 tRNA 합성법은 특징적인 로스만 접힘 촉매 도메인을 함유하고 대부분 단량체이다.
클래스 II 아미노아실 tRNA 합성 효소는 알파-나선 구조에 의해 측면에 위치한 항-병렬구조와 베타-병풍 구조를 공유하고, 적어도 3개의 보존 영역을 함유하는 이량체 또는 다량체이다. 그러나, tRNA 결합은 Class I 및 II 합성 효소 사이에 보존된 알파-나선 구조를 포함한다. 클래스 I 아미노아실 tRNA 합성 효소에 의해 촉매되는 반응에서, 아미노아실기는 tRNA의 2'-하이드록실기에 결합되는 반면, 클래스 II 반응에서는 3'-하이드록실기가 바람직하다. 아르기닌, 시스테인, 글루탐산, 글루타민, 이소류신, 류신, 메티오닌, 티로신, 트립토판, 발린에 특이적인 합성은 클래스 I 합성에 속한다. 이들 합성은 서열 상동성에 따라 3개의 서브 클래스 a, b, c로 추가로 분할된다. 알라닌, 아스파라긴, 아스파르트산, 글리신, 히스티딘, 리신, 페닐알라닌, 프롤린, 세린, 트레오닌에 특이적인 합성은 클래스 II 합성에 속한다.
글루타밀 tRNA 합성 효소( EC 6.1.1.17)은 클래스 Ic 합성 효소이고 구조 및 촉매 특성에 관한 글루타미닐 tRNA 합성 효소와 몇 가지 유사성(alpha2 이합체)을 보여준다. 현재까지 글루타밀 tRNA 합성 효소(Thermus thermophilus)의 하나의 결정 구조가 해결되었다. 분자는 구부러진 실린더의 형태를 가지며 4개의 도메인으로 구성된다. N 말단 절반(도메인 1 및 2)은 클래스 I 합성 효소에 전형적인 로즈만 접힘을 포함하고 E. coli GlnRS의 해당 부분과 유사하지만, C 말단 절반은 GluRS 특이적 구조를 나타낸다.

## 이 도메인을 포함하는 인간 단백질
EARS2 ; EPRS ; PIG32 ; QARS ;